# رافاييل مارين
رافاييل مارين (بالإسبانية: Rafael Marín Trechera)‏ هو كاتب وكاتب سيناريو إسباني، ولد في 3 فبراير 1959 في قادس في إسبانيا.